# Museo della pastorizia
Il Museo della pastorizia è un museo etno-antropologico situato in alcuni locali della stazione ferroviaria di Balsorano (AQ), in Abruzzo.

## Storia e descrizione
Il museo della pastorizia, denominato anche museo della transumanza e dell'arte spontanea delle genti marsicane, fu allestito dalla Pro loco di Balsorano e dalla locale amministrazione comunale in alcuni locali della stazione ferroviaria di Balsorano. Inaugurato il 14 agosto 2014 espone gli utensili e le attrezzature utilizzate in passato dai pastori della valle Roveto in un periodo in cui l'economia contadina e pastorale era di tipo familiare. In particolare sono rappresentati ed esposti gli attrezzi utilizzati dai contadini e dai pastori di Balsorano Vecchio, prima del terremoto della Marsica del 1915, per la vendemmia, la raccolta delle olive, la tosatura e l'allevamento del bestiame, la mungitura, la lavorazione del latte e la produzione del formaggio.
Alcuni dipinti raffigurano i pastori rovetani e la transumanza verso il percorso tratturale Pescasseroli-Candela o verso le aree del Lazio meridionale in cui durante i periodi invernali le temperature erano più miti. 
In altre due sale della stazione ferroviaria sono collocate la sezione numismatica e quella dedicata ai treni e alle ferrovie.